# Cueta styczynskii
Cueta styczynskii is een insect uit de familie van de mierenleeuwen (Myrmeleontidae), die tot de orde netvleugeligen (Neuroptera) behoort. 
Cueta styczynskii is voor het eerst wetenschappelijk beschreven door Navás in 1915.